# 히라가나 오시
히라가나 오시(ひらがな推し)는 일본의 TV 도쿄 계열에서 2018년 4월 8일부터 2019년 3월 31일까지 방송되었던 버라이어티 프로그램이다.

## 개요
- 히나타자카46(구.히라가나 케야키자카46)의 첫 지상파 레귤러 방송.

## 출연자
2019년 4월 1일 방송종료 시점
- MC
  - 오도리 (와카바야시 마사야스, 카스가 토시아키)
- 히나타자카46
  - 이구치 마오, 우시오 사리나, 카키자키 메미, 카게야마 유카, 카토 시호, 카네무라 미쿠, 카미무라 히나노, 카와타 히나, 코사카 나오, 사이토 쿄코, 사사키 쿠미, 사사키 미레이, 타카세 마나, 타카모토 아야카, 토미타 스즈카, 니부 아카리, 하마기시 히요리, 히가시무라 메이, 마츠다 코노카, 미야타 마나모, 와타나베 미호
- 나레이션 : 아자카미 요헤이

## 같이 보기
- 노기자카 공사중
- 케야키라고 쓸 수 없어?
- 히나타자카에서 만납시다